# Olesicampe geniculatae
Olesicampe geniculatae är en stekelart som beskrevs av Quednau och Lim 1983. Olesicampe geniculatae ingår i släktet Olesicampe och familjen brokparasitsteklar. Inga underarter finns listade i Catalogue of Life.